# XV Congresso del Partito Comunista Italiano
Il XV Congresso del Partito Comunista Italiano si tenne a Roma dal 30 marzo al 3 aprile 1979.

## Storia
Il Congresso venne preparato da 108 congressi di Federazione italiani e altri dieci di Federazioni estere in Australia, Belgio, Germania Ovest, Gran Bretagna, Lussemburgo e Svizzera. I 118 congressi elessero 1 191 delegati – in rappresentanza dei quasi 1 800 000 iscritti – ai quali si aggiungevano 119 delegati della FGCI. L'assise, a cui assistevano 9 000 invitati, si aprì seguendo i passaggi rituali: le dimissioni dei componenti del Comitato Centrale e della Commissione Centrale di Controllo, l’introduzione dei lavori, svolta da Anselmo Gouthier per conto della Segreteria uscente, l’insediamento della presidenza, in questo caso ricoperta da Nilde Iotti eletta al ruolo per acclamazione, gli interventi di saluto da parte di Paolo Ciofi, Segretario della Federazione romana, e del sindaco della Capitale Giulio Carlo Argan.
Oltre alle rappresentanze di tutti i partiti democratici italiani, erano presenti le delegazioni di molte formazioni politiche estere: i partiti comunisti di Argentina, Australia, Austria, Belgio, Brasile, Bulgaria, Cecoslovacchia, Cipro, Colombia, Cuba, Danimarca, Finlandia, Francia, Giappone, Giordania. Gran Bretagna, Grecia, India, Iraq, Iran, Irlanda, Israele, Jugoslavia, Libano, Malta, Norvegia, Olanda, Polonia, Portogallo, Corea del Nord, Germania Est e Germania Ovest, Reunion, Romania, San Marino, Siria, Spagna, Svezia, Tunisia, Turchia, Ungheria, Uruguay, URSS, Usa, Venezuela e Vietnam; i partiti socialisti di Belgio, Berlino Ovest, Cile, Danimarca, Francia, Gran Bretagna (laburisti), Grecia, Malta (laburisti), Marocco, Norvegia, Olanda (laburisti), Egitto, San Marino, Svezia (socialdemocratici), Svizzera, Venezuela e Yemen del Sud; partiti progressisti, fronti patriottici e movimenti popolari di liberazione in rappresentanza di Algeria, Angola, Congo, Costa Rica, Etiopia, Eritrea, Sahara Occidentale, Iraq, Guinea Libano, Libia, Madagascar, Marocco, Mongolia, Mozambico, Namibia, Oman, Palestina, Somalia, Sud Africa, Zaire, Zambia e Zimbabwe. Era in programma la partecipazione di Mitterrand e di Palme, ma la loro preannunciata presenza irritò il socialista italiano Craxi che pose il veto al loro intervento al Congresso comunista, con rammarico delle due personalità del mondo progressista. Era invece presente, per la prima volta, un rappresentante del governo della Repubblica popolare cinese nella persona di Zhang Yue, ambasciatore cinese a Roma; l’occasione fu salutata come un segno di apertura a nuovi rapporti fra i partiti comunisti italiano e cinese.
Nella mattinata del primo giorno, Enrico Berlinguer tenne la relazione iniziale che occupava 150 cartelle. In essa si affrontavano sei tematiche: le contraddizioni nei Paesi socialisti, le scelte di cooperazione e la necessità di una politica di distensione che non mettesse in pericolo l’umanità; i rischi per la tenuta democratica della democrazia italiana, salvaguardata dalle forze sane e di progresso; le proposte del PCI su rigore e giustizia, formazione, ordine democratico e sicurezza; la necessità di superare l’emergenza e la proposta di un governo di unità democratica; le politiche di alleanze e l’attenzione ai fenomeni giovanili, e infine questioni interne concernenti la vita di Partito. Al termine dell’intervento iniziale, si procedette all’elezione e all’insediamento di cinque Commissioni: la Commissione politica, la Commissione per il programma in vista delle elezioni europee, La Commissione organizzazione e statuto, la Commissione elettorale e la Commissione verifica dei poteri.
Nei giorni dal 31 marzo al 2 aprile, in sessione plenaria si succedettero gli interventi dei delegati iscritti a parlare, con le conclusioni di Berlinguer. Vi furono anche gli interventi di saluto di Ferruccio Parri e Luigi Anderlini, e quelli di Vincenzo Balzamo (PSI), Giuseppe Averardi (PSDI), Lucio Magri (PdUP) ed Emanuele Terrana (PRI).
Nelle sedute riservate ai soli delegati, sulla base di una relazione di Gianni Cervetti si procedette all’elezione del nuovo Comitato Centrale (169 componenti), del Comitato Centrale di Controllo (55 componenti) e del Collegio Centrale dei Sindaci (7 componenti). Rispetto al Comitato Centrale uscente, il nuovo risultò composto da elementi più giovani, le donne erano in numero maggiore così come intellettuali e responsabili di enti locali, a scapito dei funzionari dell’apparato. Era lo specchio di un partito in profonda trasformazione sociale e culturale dei quadri dirigenti e della base. Inoltre, su relazione di Edoardo Perna, il Congresso approvò un nuovo statuto che allineava le dinamiche interne alla mutata realtà e alle nuove istanze culturali, e nel quale fra l’altro venne cancellato il riferimento al marxismo-leninismo. Fra gli adempimenti di chiusura, l’approvazione delle tesi precongressuali con la discussione e la votazione degli emendamenti in forma pubblica.
I lavori del Congresso vennero seguiti da emittenti radio che consentirono la trasmissione delle giornate attraverso un’innovativa tecnologia in collaborazione con la SIP che metteva in rete ventidue stazioni radiofoniche diffuse sul territorio nazionale.